# Belinda Mayne
Belinda L. Mayne (* 2. Oktober 1954 in London-Marylebone) ist eine britische Schauspielerin mit deutschen Wurzeln.

## Leben
Die im letzten Quartal des Jahres 1954 im Großraum London geborene Tochter des Schauspielers Ferdy Mayne hatte 19-jährig über ihren Vater Kontakt zur Filmschauspielerei geknüpft und ihre Laufbahn in der Bundesrepublik Deutschland begonnen. An ihres Vaters Seite konnte man sie unter anderem in Die Ameisen kommen sehen; im selben Jahr (1973) war sie eines von mehreren Kindern von Johanna Matz in der Familienkomödie Als Mutter streikte.
Obwohl Belinda Mayne in deutschen Filmen anfänglich nachsynchronisiert werden musste, wurde die Britin auch weiterhin in deutschen Film- und Fernsehproduktionen eingesetzt; in der Ganghofer-Verfilmung Das Schweigen im Walde erhielt sie die weibliche Hauptrolle. In späteren Jahren musste sich Mayne allerdings meist mit weniger großen Aufgaben begnügen und wirkte sowohl in englischen als auch in deutschsprachigen Filmen mit. Gelegentlich fand sie auch Beschäftigung in den USA.
Nach Auftritten in zwei populären Fernsehfilm-Reihen (Rosamunde-Pilcher-Verfilmung Lichterspiele und der Bergdoktor-Folge Um Leben und Tod) zog sich Belinda Mayne in den ausgehenden 1990er-Jahren von der Arbeit vor der Kamera zurück. Im Jahr 2011 erschien ein Taschenbuch über ihr Leben mit dem Titel "Belinda Mayne", Untertitel "London, Deutschland", ISBN 613780097-0.

## Filmografie (Auswahl)
- 1974: Die Ameisen kommen
- 1974: Als Mutter streikte
- 1976: Das Schweigen im Walde
- 1977–1980: Flashpoint Africa (UA: 1984)
- 1979: A Man Called Intrepid (Fernseh-Miniserie)
- 1980: Hart aber herzlich (Folge: Todsicheres Erbe)
- 1980: Dead End for Belinda (Kurzfilm)
- 1980: Alien, die Saat des Grauens kehrt zurück (Alien 2 – Sulla terra)
- 1980: Nightkill
- 1981: Goliath – Sensation nach 40 Jahren (Goliath Awaits, Fernsehfilm)
- 1982: Solo (Fernsehserie)
- 1982: Krull
- 1983: Lassiter
- 1983: White Fire – Der Todesdiamant (White Fire)
- 1984: Fröhliche Weihnacht (Don’t Open Till Christmas)
- 1985: Claudia
- 1987: Doctor Who (Fernsehserie)
- 1987: Fatal Beauty
- 1990: Dear Rosie (Kurzfilm)
- 1992: Die Tigerin
- 1992: …und griffen nach den Sternen (To be the Best, Fernsehfilm)
- 1992: Vom Haß getrieben (Riders, Fernsehfilm)
- 1993: Die Spur führt ins Verderben (Fernsehfilm)